# 帝國鷹 (德國)

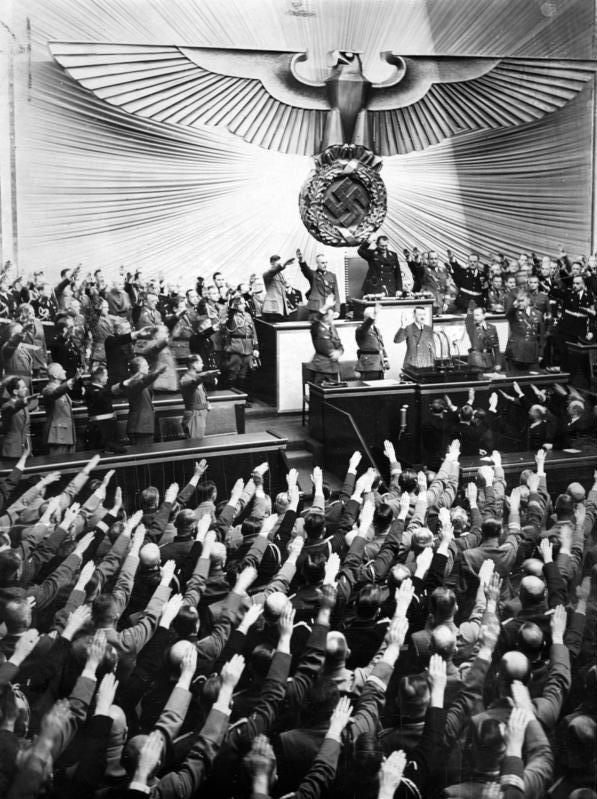
1939年10月希特勒在德國國會發表演講，聽眾山呼萬歲，其背後是一隻巨大的帝國鷹

帝國鷹（德語：Reichsadler），是紋章中常見的鷹飾，源自羅馬阿奎拉，在神聖羅馬帝國和近代德國的紋章中被使用。德意志第二帝國（1871-1918年）、德意志共和國（1919-1933年）和德意志第三帝國（1933-1945年）的紋章中均有出現。在清代，普魯士王國和德意志第二帝國因為國徽上的帝國鷹被稱為「單鷹國」，與奧地利帝國和奧匈帝國的「雙鷹國」相對。
自1949年以來，德意志聯邦共和國國徽一直使用相同的設計，但名稱為聯邦鷹（Bundesadler）。

## 歷史

### 神聖羅馬帝國時期
“帝國鷹”起源於一種被認為由查理曼大帝所使用的原始徽章樣式。查理曼是第一位由教宗於公元800年加冕為神聖羅馬皇帝的法蘭克統治者。其標誌最終可追溯至古代羅馬軍隊的鷹紋阿奎拉（Aquila），即雄鷹軍旗。
加洛林王朝的宮殿屋頂上曾豎立過一座鷹像，而奧托三世的權球上也鑲嵌有一隻雄鷹。腓特烈一世皇帝普及了鷹作為帝國象徵的使用，將其運用於旗幟、紋章、錢幣與徽記上。 查理曼半身像上亦刻有鷹形圖案。
奧托王朝與薩利安王朝的皇帝們常以羅馬風格的“鷹權杖”作為象徵，腓特烈二世皇帝更將帝國鷹鑄於其錢幣之上。然而在13世紀中葉之前，帝國鷹僅作為帝國象徵，尚未成為紋章學中的紋章圖案。最早將雙頭帝國鷹用於盾徽圖案的例子，據說出現在馬修·帕里斯撰寫的《大編年史》（約1250年），被歸於霍亨斯陶芬王朝的腓特烈二世。大約1280年的《塞加爾紋章錄》同樣記錄了雙頭帝國鷹作為德意志國王的徽章圖案。帝國鷹也常見於帝國自由城市的印璽之中，包括13世紀的凱薩斯韋爾特、14世紀的呂貝克，以及貝桑松、艾希等地。
皇帝在其統治期間將帝國鷹納入皇室徽章始於帝國大空位期之後。西吉斯蒙德於1433年加冕為神聖羅馬皇帝後，開始使用黑色雙頭帝國鷹；自此之後，單頭鷹象徵羅馬人民的國王頭銜，而雙頭鷹則象徵神聖羅馬皇帝頭銜。 在隨後的一個世紀中，阿爾布雷希特二世是最後一位未加冕為皇帝的“德意志選王”。宗教改革之後，自斐迪南一世（1558年起）開始，神聖羅馬皇帝不再由教宗加冕。
條頓騎士團在大團長赫爾曼·馮·薩爾扎領導下獲得在其徽章中使用帝國鷹的特權，據說是腓特烈二世皇帝所授予。當條頓騎士團國於1525年轉變為普魯士公國時，黑色帝國鷹被保留使用，而皇家普魯士（1466–1772）的國徽中也使用了經過修改的版本。

### 近代使用
1804年，神聖羅馬皇帝法蘭茲二世以哈布斯堡君主國的領土為基礎建立奧地利帝國，並採用了雙頭鷹作為國徽，其中心飾以哈布斯堡-洛林家族的小盾徽與金羊毛勳章。神聖羅馬帝國則於1806年正式解體。1919年以來，奧地利國徽改為單頭鷹。儘管在現代並不等同於國家象徵，但其仍喚起了人們對帝國的忠誠情感。
1848年德意志諸邦的1848年革命後，作為民族統一的象徵被恢復使用，成為短暫存在的1848–1849年德意志帝國和此後自1850年至1866年期間德意志邦聯的國徽。1871年德意志帝國建立後，單頭鷹與普魯士國徽的小盾徽結合，再度作為國徽使用，其單頭設計象徵（即不包括奧地利）。第一次世界大戰後，魏瑪共和國在總統弗里德里希·艾伯特領導下，採用了簡化版本的，並一直沿用至1935年。
在納粹德國時期，一種將風格化的雄鷹與納粹卍字結合的圖案被阿道夫·希特勒於1935年頒令作為國徽（Hoheitszeichen）。儘管一詞有中世起源，但在非德語語境中多數人所理解的通常是這個納粹時期的版本。納粹黨本身也使用非常相似的徽記，稱為黨鷹（Parteiadler）。兩者的區別在於，傳統帝國鷹（Reichsadler）的鷹頭朝右肩，而納粹鷹（Parteiadler）則朝左肩。
二戰後，德意志聯邦共和國於1950年由總統特奧多爾·豪斯重新啟用魏瑪共和國時期的鷹徽設計，鷹徽在現在的德国联邦议院、聯邦國防軍、德國各地地方紋章等事物中。

## 圖集

### 神聖羅馬帝國

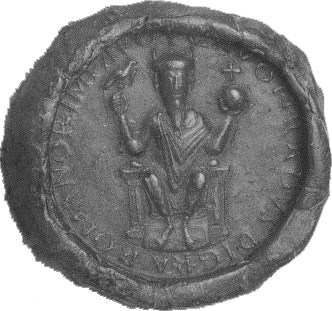
康拉德二世的紋章（1029）
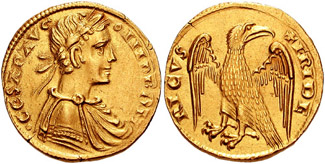
刻有腓特烈二世和帝國鷹的硬幣（r. 1197–1250）
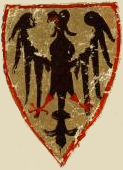
亨利四世的紋章（r. 1191–1197）
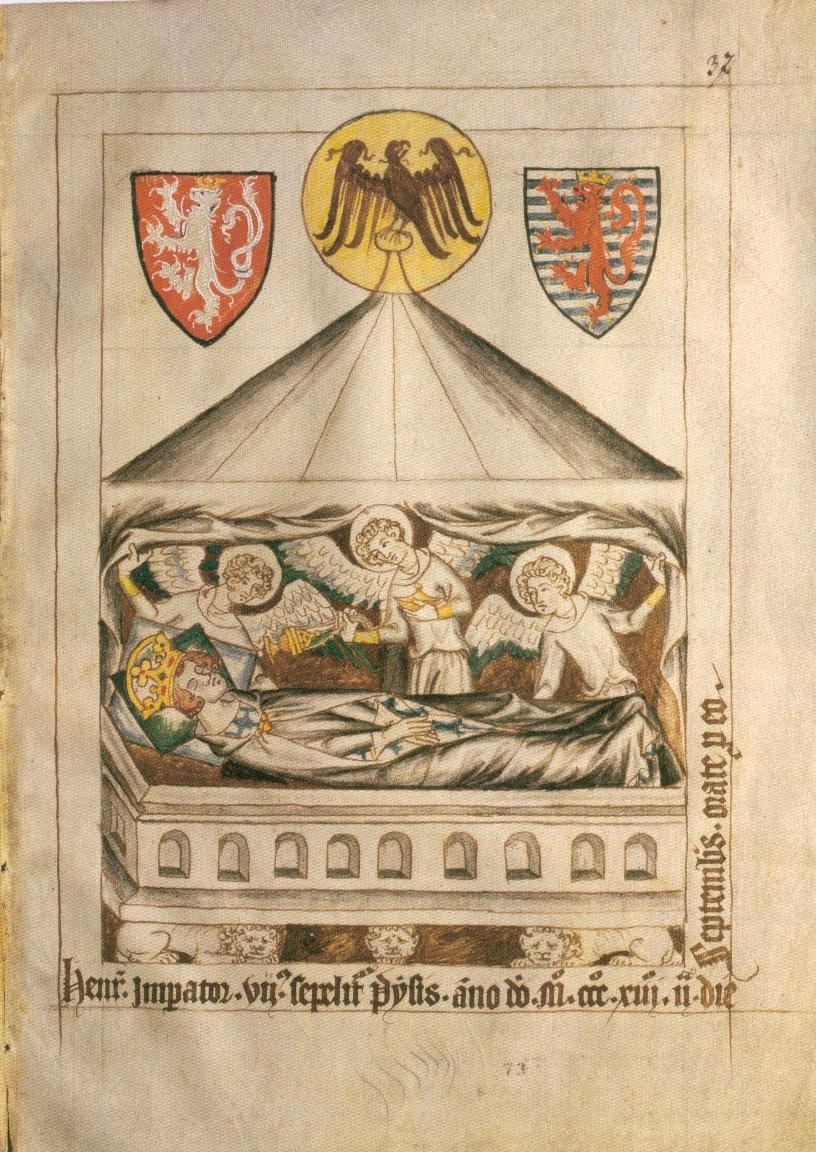
亨利三世的陵寢（d. 1313）
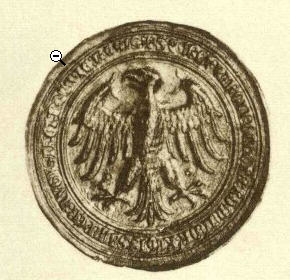
卡爾四世的紋章（1349）
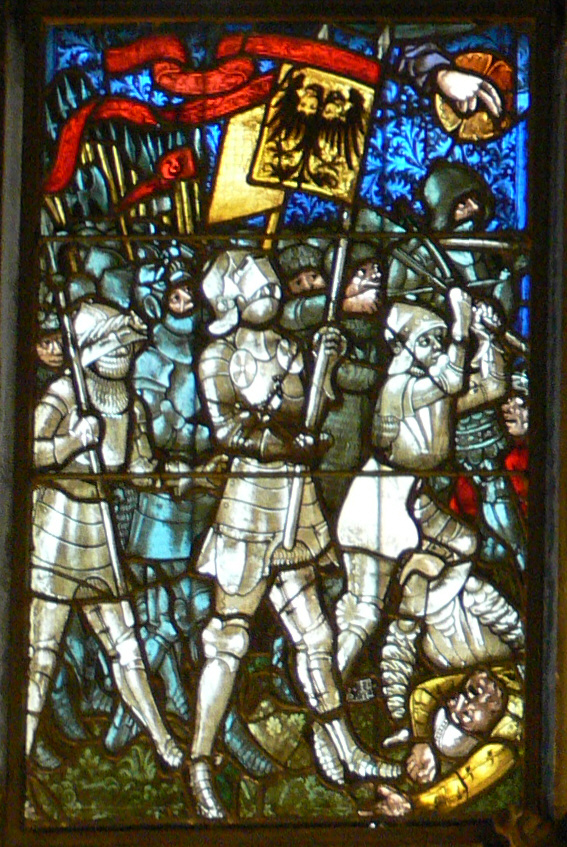
帝國戰旗（ca. 1450）
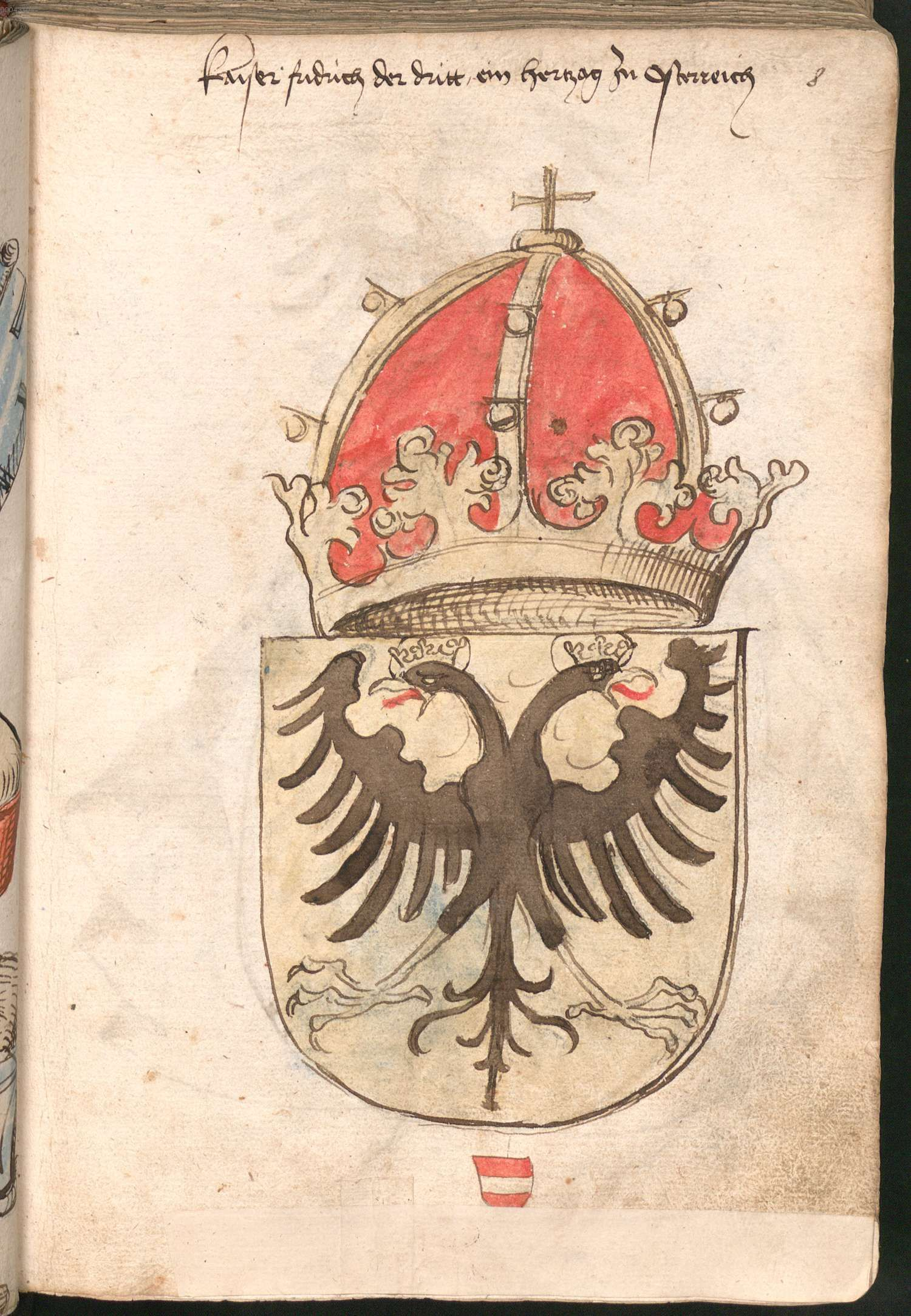
腓特烈三世的紋章r. 1452–1493）
神聖羅馬帝國的標誌，四元鷹（c. 1510）
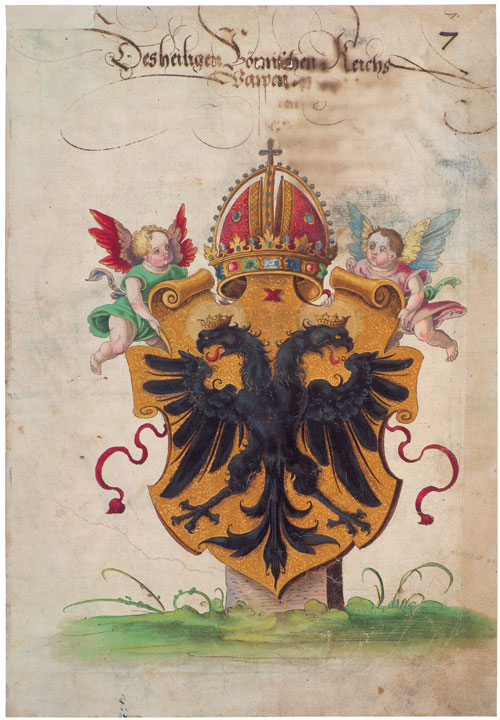
Virgil Solis所作王室紋章（ca. 1540）
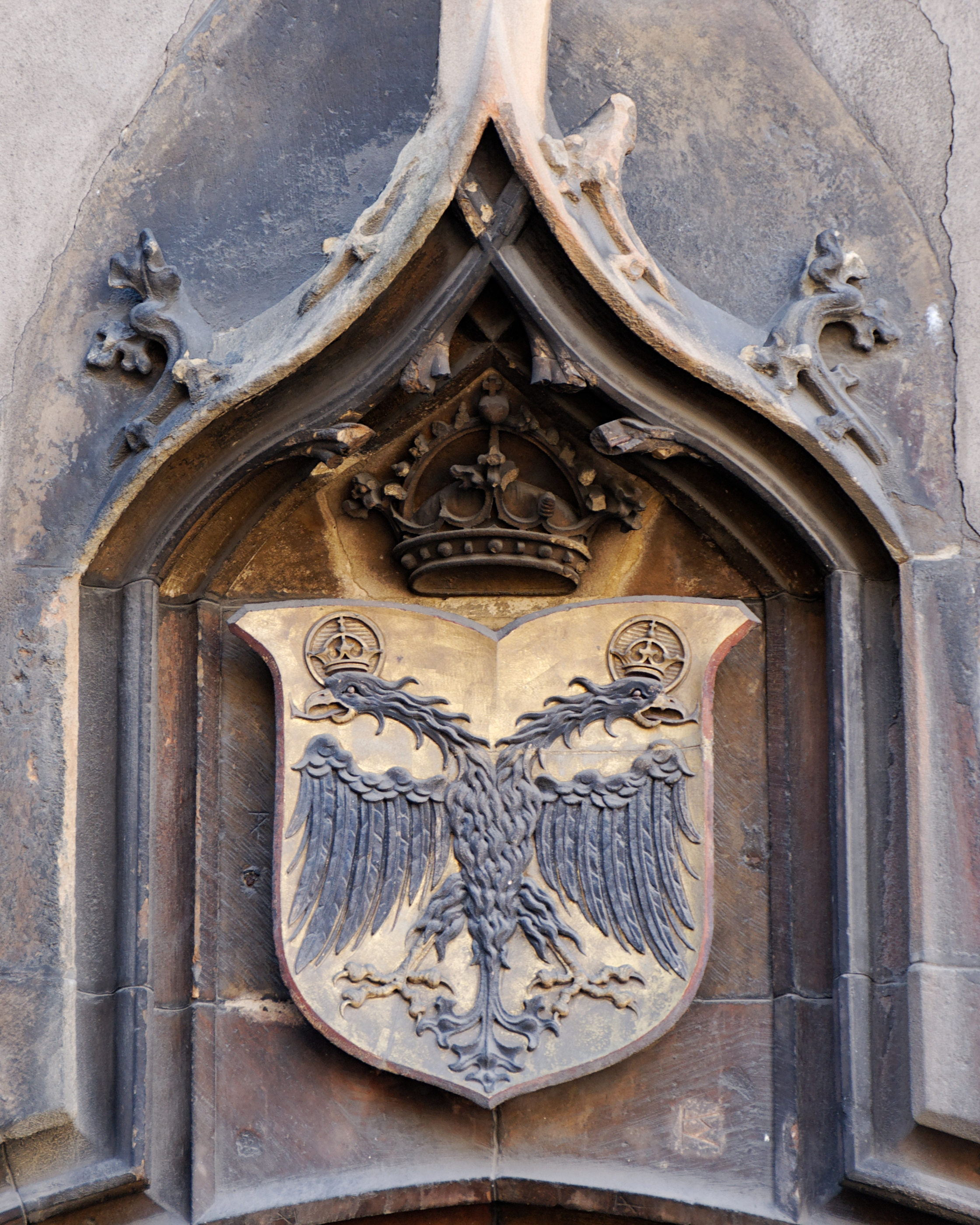
科爾馬的建築上的帝國鷹裝飾（16世紀）
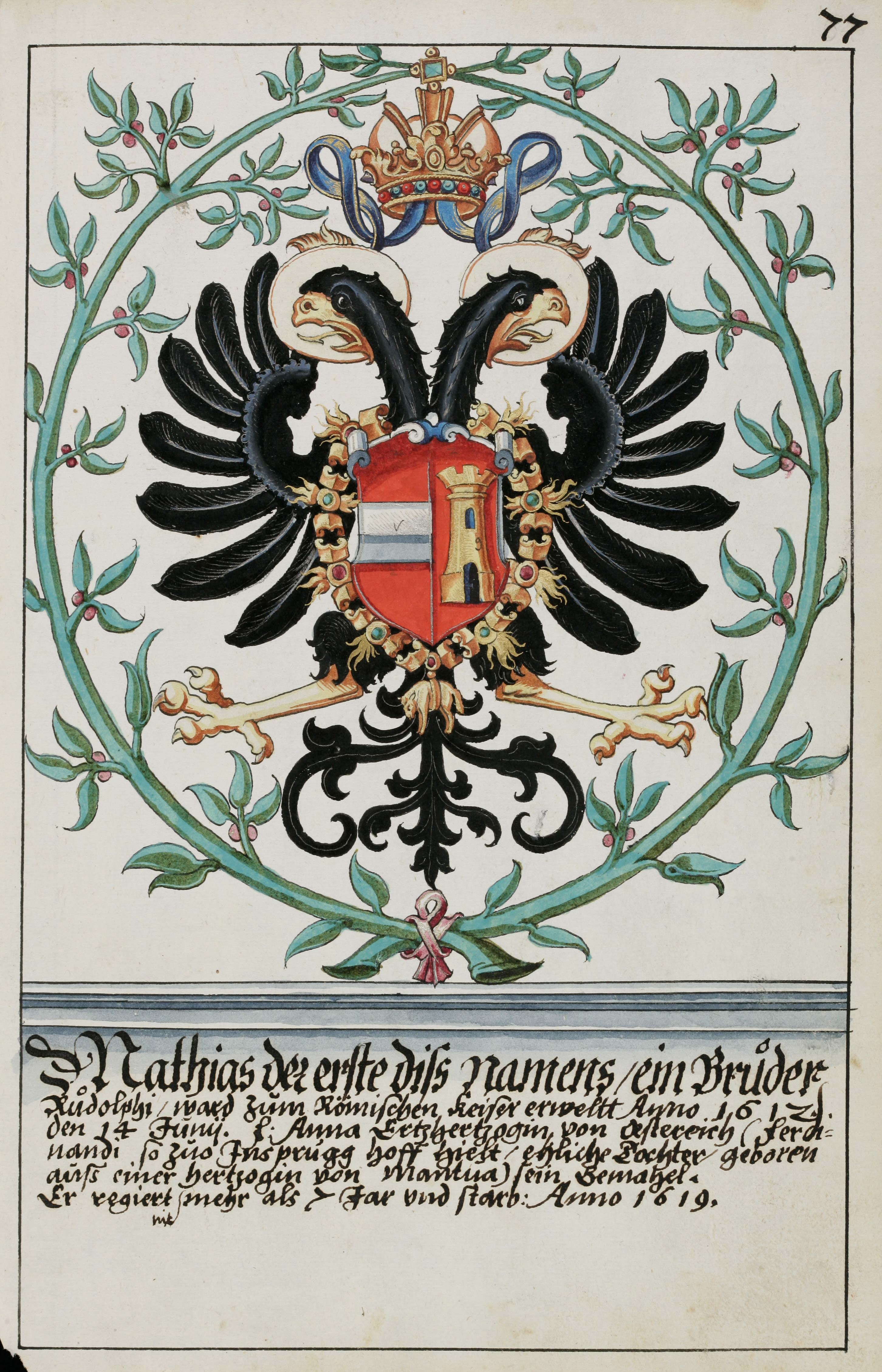
馬蒂亞斯（r. 1612–1619）的紋章

### 近代德國

1848年後短暫存在的德意志帝國以及後來德意志邦聯的徽章
奧地利帝國（1804–1867）和奧匈帝國（1867–1918）的國徽
德意志第二帝國的國徽（1888-1918年使用）
威瑪共和國國徽（1919-1927年使用）
威瑪共和國國徽（1928-1933年使用）
納粹黨黨徽（1933-1945），帝國鷹向其左方轉頭
納粹黨黨徽變體（1933-1945），帝國鷹向其左方轉頭
納粹德國國徽（1933-1945），帝國鷹向其右方轉頭
奧地利聯邦國（1934-38）國徽
德意志聯邦共和國自1949年以來使用的國徽
奧地利共和國自1945年以來使用的國徽
施泰格利茨区（法语：District de Steglitz）区徽，上方为帝国鹰头部
施泰格利茨市徽，上方为帝国鹰头部